# علي طالب أوزدمير
علي طالب أوزدمير (من مواليد عام 1953 في مدينة ، قونية في تركيا ) وهو سياسي تركي وشغل منصب عمدة إيريغلي (1984-1987) وباكيركوي (1991-1996)، هو أول وزير للبيئة في تركيا (1991). وكان مرشح عمدة بكركوي من حزب العدالة والتنمية في الانتخابات المحلية التركية عام.2024

## الحياة الشخصية
علي من مواليد عام 1953 في منطقة قونية بتركيا، أكمل تعليمه الابتدائي والثانوي في قونية. ودرس في قسم الهندسة الميكانيكية في أكاديمية أنقرة الحكومية للهندسة والعمارة وأصبح مهندسًا ميكانيكيًا في عام 1987.
تم انتخابه عمدة لمدينة إيريغلي من حزب الوطن الأم في الانتخابات المحلية عام 1984 وفي عام 1987 ترك منصبه كرئيس للبلدية وتم انتخابه لعضوية الجمعية الوطنية التركية الكبرى نائبًا عن قونية.
وتم تعيين أوزدمير رئيسًا للجنة البحوث البيئية التي أنشئت في الجمعية الوطنية التركية الكبرى. ثم أصبح أول وزير للبيئة في تركيا مع إنشاء وزارة البيئة.

## الحياة السياسية
تم انتخابه لعضوية الجمعية الوطنية الكبرى التركية للمرة الثانية، وهذه المرة كنائب عن إسطنبول، في الانتخابات العامة عام 1995. 53. ⁠ ⁠الحكومة شغل منصب وزير الدولة للإعلام (1996). كان مرشحًا لمنصب عمدة بلدية إسطنبول الكبرى في الانتخابات المحلية عام 1999، لكنه لم يفز. بعد أن ترك مسعود يلماز رئاسة حزب الوطن الأم بعد الانتخابات العامة عام 2002، انعقد المؤتمر الثالث في أنقرة يومي 11 و12 يناير 2003 لتحديد الرئيس الجديد. تم انتخابه رئيسًا للمؤتمر الاستثنائي، لكنه ترك منصبه في نفس العا
أصبح مرشحًا لمنصب عمدة باكيركوي من حزب العدالة والتنمية في الانتخابات المحلية لعام 2024.
كان علي رئيسًا لنادي باكيركوي سبور وعضوًا في مجلس أمناء جامعة الخليج وهو متزوج ولديه ثلاثة أطفال.